# Hamilton Ortega
Hamilton Ortega (Sincelejo, Sucre, 15 de mayo de 1989) es un futbolista colombiano. Juega de mediocampista  en el Valledupar F. C. y Atletico Junior de la Categoría Primera B colombiana.

## Clubes
| Club                  | País     | Año             |
| --------------------- | -------- | --------------- |
| Atlético de la Sabana | Colombia | 2010            |
| Sucre F.C.            | Colombia | 2012 -          |
| Valledupar F. C.      | Colombia | 2013 - Presente |